# Carlos Lazón
Carlos Lazón Quiñonez (5 octobre 1929 – 25 mars 2013) est un footballeur péruvien qui évoluait au poste de milieu de terrain.

## Biographie

### Carrière en club
Surnommé El polifuncional, Carlos Lazón commence sa carrière professionnelle au Mariscal Sucre en 1949. Il émigre en Argentine, au Club Atlético Huracán, où il dispute 32 matchs entre 1952 et 1953. 
Il rentre au Pérou pour jouer à l'Alianza Lima et remporte deux championnats du Pérou consécutifs en 1954 et 1955. Passé au Sporting Cristal, il remporte un troisième championnat en 1961. Il met un terme à sa carrière en 1962 en jouant pour le Ciclista Lima.

### Carrière en sélection
International péruvien, Carlos Lazón compte 25 sélections (pour un but inscrit) entre 1952 et 1957. 
Il prend part à trois championnats sud-américains en 1955, 1956 et 1957. Il dispute également deux championnats panaméricains en 1952 et 1956.

## Palmarès
| Alianza Lima - Championnat du Pérou (2) : - Champion : 1954 et 1955. |  | Sporting Cristal - Championnat du Pérou (1) : - Champion : 1961. |